# Lauren Lapkus
Dorthea Lauren Allegra Lapkus(Evanston, 6 de setembro de 1985) é uma atriz estadunidense, mais conhecida por suas interpretações na série da NBC, Are You There, Chelsea? e na série original do Netflix, Orange Is the New Black. No cinema, seus papéis mais famosos são em Juntos e Misturados e Jurassic World.

## Vida pessoal e educação
Lapkus nasceu em Evanston, Illinois, e se graduou pela DePaul University em 2008. Depois de morar em Nova York por cerca de um ano, ela se mudou para Los Angeles em 2010 para se dedicar à sua carreira de atriz.

## Filmografia

### Filmes
| Ano  | Título           | Papel           | Notas          |
| ---- | ---------------- | --------------- | -------------- |
| 2005 | Movie Boy        | Pamela          |                |
| 2011 | Dog DNA          |                 | Curta-metragem |
| 2011 | Secrets, Secrets |                 | Curta-metragem |
| 2011 | Plastic Heart    | Lauren          | Curta-metragem |
| 2012 | Dreamworld       | Sushi           |                |
| 2012 | Manhattan Mixup  | Agent Smith     | Curta-metragem |
| 2013 | 3D Printer       |                 | Curta-metragem |
| 2013 | You Are Here     | Delia Shepard   |                |
| 2013 | The To Do List   | Girl Heckler    |                |
| 2013 | Bread and Butter | Deirdre Newsome |                |
| 2014 | Blended          | Babysitter      |                |
| 2015 | Jurassic World   | Vivian Krill    |                |
| 2018 | The Unicorn      | Malory          |                |
| 2018 | Dog Days         | Daisy           |                |
| 2020 | The Wrong Missy  | Missy           |                |

### Televisão
| Ano        | Título                          | Papel                   | Notas |
| ---------- | ------------------------------- | ----------------------- | --- |
| 2007       | Carpeted Afterhours             | Becky                   | Telefilme |
| 2010       | Jimmy Kimmel Live!              | Alexis / Facebook User  | Episódios: "9.17", "9.41" |
| 2010, 2011 | The Parent Project              | Angie                   | Episódios: "The Adventures of the Kids/Angie's Antics" Episódios: "The Adventures of the Parents", "The Adventures of the Knuckleheads", "Baby Bump" |
| 2011       | Video Game Reunion              | Luigi's Stalker         | Episódios: "1.5", "1.7", "1.8" |
| 2011       | The Back Room                   | Carol / Brenda Backpack | Episódios: "Doug Benson", "Matt Braunger" |
| 2012       | Are You There, Chelsea?         | Dee Dee                 | Papel principal (12 episódios) |
| 2012       | Cleve Dixon: Terrible Detective | Barbara Dietrichson     | Minissérie |
| 2012       | Hot in Cleveland                | Oscar                   | Episódio: "A Box Full of Puppies" |
| 2013       | Joe, Joe & Jane                 | Melissa                 | Telefilme |
| 2013       | Orange Is the New Black         | Susan Fischer           | Papel recorrente (6 episódios) |
| 2013       | Comedy Bang! Bang!              | Sarah                   | Episódio: "David Cross Wears a Red Polo Shirt & Brown Shoes with Red Laces"                                                                          |
| 2013       | You're Whole                    | Ellie                   | Episódio: "Lemonade/Fishing/Cupcakes" |
| 2014       | House of Lies                   | Benita Spire            | Episódio: "Wreckage" |
| 2018       | Lucifer (série de televisão)    | Abel                    | Episódio: "Infernal Guinea Pig" (3x16) |
| 2018-2019  | The Big Bang Theory             | Denise                  | Personagem Recorrente |